# Nikolai Volkoff
Josip Nikolai Peruzović  (* 14. Oktober 1947 in Split, Sozialistische Republik Kroatien; † 29. Juli 2018 in Maryland) war ein Profiwrestler, der unter anderem für WWE tätig war. Er wurde unter seinem Ringnamen Nikolai Volkoff bekannt.

## Anfänge
Peruzović wuchs in Kroatien auf, welches damals zum sozialistischen Jugoslawien gehörte. Seine Mutter war russischer und sein Vater kroatisch-italienischer Abstammung. Bis 1968 gehörte er dem Jugoslawischen Olympia-Gewichtheberteam an, als er bei einem Wettbewerb in Wien vor dem Sozialismus nach Kanada floh. Dort bildete ihn Wrestling-Legende Stu Hart zum Wrestler aus. Josip Peruzović selbst wurde 1970 amerikanischer Staatsbürger. Er kam nun bei der World Wide Wrestling Federation unter und kämpfte dort unter dem Ringnahmen Bepo Mongol. Zusammen mit seinem Tag-Team-Partner Geto Mongol und deren Manager Lou Albano gewann er am 15. Juni 1970 die WWWF International Tag-Team Titel.

## Karriere
Nachdem das Team die Titel bei einem Vereinigungskampf der Tag-Team Titel der WWWF wieder abgeben musste, bekam er ein neues Gimmick und trat von nun an alleine an. Er war nun Nikolai Volkoff, ein stolzer Sowjetrusse, der ausgerüstet mit sowjetischer Fahne, vor seinen Kämpfen stets die Hymne der UdSSR intonierte. Im Jahr 1974 schaffte er es mit Bruno Sammartino den Madison Square Garden für einen Titelkampf auszuverkaufen. Zu dieser Zeit war Peruzovic einer der beim Publikum verhasstesten Bösewichter im Wrestling und daher oft Titelanwärter gegen den entsprechenden Face Champion.
Ende 1974 ging Peruzović zur AWA und nannte sich nun Boris Breznikoff. Er wurde dort von Bobby Heenan gemanagt, doch bereits 1976 ging er wieder zurück zur WWWF.
In den frühen 1980er Jahren, trat Peruzović für den Promoter Cowboy Bill Watts in der Mid South Region an und kehrte 1984 zurück zur WWF. Man erschuf ein Tag-Team mit dem Iraner The Iron Sheik und ließ dieses die WWF Tag Team Titel gegen den U.S. Express bei Wrestlemania I gewinnen. Drei Monate später mussten sie die Titel wieder an dieselben abgeben. Peruzović wurde nun wieder mehr in Einzelkämpfen eingesetzt und eine Fehde mit Corporal Kirchner gestartet. Peruzović trat bei Wrestlemania II in einem speziellen Flaggen - Match gegen diesen an, sollte jedoch unterliegen.
1987 bekam Peruzović mit Boris Zhukov einen neuen Tag-Team Partner. Das Team wurde The Bolsheviks genannt, war jedoch nicht sehr erfolgreich.
Nach dem Ende des Kalten Krieges war es der Wunsch von Peruzović, das Gimmick des kommunistischen Russen zu beenden und fortan als Face anzutreten. Dazu wurde das Team mit Zhukov aufgelöst und Peruzović fehdete nun mit dem als Irak-Sympathisanten agierenden Sgt.Slaughter. Nach dieser Fehde verließ Peruzović die WWF 1992.
1994 kehrte er nochmals als Teil des Stables Million Dollar Corporation zurück und verkörperte den Lakaien und Bodyguard des Million Dollar Man. Danach trat Peruzović vom Vollzeit-Wrestling zurück.
Peruzović starb am 29. Juli 2018, eine Woche, nachdem er in einem Krankenhaus in Maryland wegen Dehydratation behandelt worden war.

## Wissenswertes
- Bis zuletzt arbeitete Peruzović als Inspektor bei einer Art Ordnungsamt in Baltimore; Maryland.
- 2005 wurde er von Jim Ross in die WWE Hall of Fame eingeführt.
- Peruzović sprach fünf Sprachen fließend.
- Kandidierte 2006 erfolglos als Delegierter der Republikaner in Maryland.

### Manager
- Slick
- Bobby Heenan
- Ted DiBiase
- Tony Angelo
- Lou Albano
- Fred Blassie
- Iron Sheik
- Nikita Breznikov

### Erfolge
- Championship Wrestling from Florida
  - 1-mal NWA Florida Tag Team Championship (mit Ivan Koloff)

- Georgia Championship Wrestling
  - 1-mal NWA Georgia Heavyweight Championship

- Jim Crockett Promotions
  - 1-mal NWA Mid-Atlantic Tag Team Championship (mit Chris Markoff)

- Universal Wrestling Federation (Bill Watts)
  - 1-mal Mid-South North American Championship

- National Wrestling Alliance
  - 1-mal NWA World Tag Team Championship (Detroit Version; mit Boris Volkoff)

- World Wide Wrestling Federation
  - 3-mal WWF World Tag Team Championship (2-mal mit Geto Mongol und 1-mal mit dem Iron Sheik)

- Weitere Titel
  - NWF Tag Team Championship (1-mal) - with Geto Mongol
  - NWA Pacific Northwest Heavyweight Champion (1-mal)
  - WWA Heavyweight Champion (1-mal)
  - WWA Tag Team Champion mit Angelo Poffo (1) und Boris Volkoff (1)
  - WWWA Heavyweight Champion (2-mal)